# 阿里斯塔克

設於塞萨洛尼基亚里士多德大学的阿里斯塔克雕像

阿里斯塔克（希臘語：Ἀρίσταρχος，；前310年－前230年），古希腊天文学家，数学家。
他生于古希腊萨摩斯岛。他是史上有记载的首位創立日心说的天文学者，他将太阳而不是地球放置在整个已知宇宙的中心，他也因此被称为“希腊的哥白尼”。他的观点并未被当时的人们理解，并被掩盖在亚里士多德和托勒密的光芒之下，直到大約1800年以后，哥白尼才很好地发展和完善了他的理论。

## 日心说
阿里斯塔克流传至今的唯一著作，就是关于太阳和月球的体积以及到地球的距离的论著，是基于地心说的宇宙观的。但是，通过其他人的引证，可以知道他还写了另一本书，在书中他发展了一个变通的日心说模型。

## 月球的大小
阿里斯塔克观察到月球穿过地球的阴影需要一个恒星月的时间。因此他估计到地球的直径是月球的三倍。根据埃拉托斯特尼所计算的42000公里的地球周长，他认为月球的周长应为14000公里。事实上，月球的周长约为10916公里。

## 到太阳的距离
阿里斯塔克认为太阳，月球和地球在每个月的首个或最后的四分之一时期内，构成了一个近似的直角三角形。他估计最大角约为87°。尽管他应用的几何理论没有错，但由于观测数据有偏差，他得出了日地距离是月地距离的20倍的结论。事实上，前者是后者的390倍。阿里斯塔克指出，月球和太阳有几乎相同的角直徑，因此他们的直径与他们到地球的距离是成正比的。尽管計算結果是錯誤的，他的方法卻符合逻辑。这指出了太阳明显大于地球，恰恰可以用来证明日心说模型。